# Chinaia ornata
Chinaia ornata är en insektsart som beskrevs av Henry Fairfield Osborn 1924. Chinaia ornata ingår i släktet Chinaia och familjen dvärgstritar. Inga underarter finns listade i Catalogue of Life.